# Magmell of the Sea Blue
Magmell of the Sea Blue (jap. 群青のマグメル, Gunjō no Magmell) ist eine Manga-Serie von Dainenbyō. Sie erscheint seit 2015 in Japan und wurde als Anime-Fernsehserie adaptiert. Das Werk ist in die Genres Abenteuer und Fantasy einzuordnen. 

## Inhalt
Nachdem im Pazifik plötzlich ein neuer Kontinent mit unbekannter Flora, Fauna und Bodenschätzen aufgetaucht ist, beginnt eine neue Zeit der Entdecker und Schatzsucher. Doch den Gefahren der neuen Welt, genannt Magmell, mit all ihren wilden Tieren und Pflanzen sind viele nicht gewachsen. So entsteht bald eine weitere Berufsgruppe auf Magmell: die Angler. Die erfahrenen Abenteurer begeben sich in die Gefahren der neuen Welt, um andere daraus zu retten. Zu ihnen gehört You In und sein Büro „Drift“, seine Gehilfin ist das Mädchen Zero. Sie beide beherrschen die Fähigkeit "Rakt", welche ihnen erlaubt, Gegenstände aus dem Nichts heraufzubeschwören. Mithilfe dieser Fähigkeiten retten sie Menschen, die auf Magmell in Schwierigkeiten geraten sind.

## Veröffentlichung
Die Serie erscheint seit Juni 2015 im Online-Magazin Shōnen Jump+. Dessen Verlag Shūeisha brachte die Kapitel auch in bisher acht Sammelbänden heraus. Die Bände fünf bis acht erschienen dabei zunächst nur digital.
Eine deutsche Ausgabe der Serie erscheint seit April 2019 bei Planet Manga in bisher zwei Bänden. Außerdem wurde der Manga in China gedruckt und digital herausgegeben.

## Anime-Adaption
2019 entstand bei Studio Pierrot Plus eine Adaption des Mangas als Anime für das japanische Fernsehen. Regie führte Hayato Date und Hauptautor war Chūji Mikasano. Das Charakterdesign stammt von Akiharu Ishii und die künstlerische Leitung lag bei Hiroki Matsumoto und Mayumi Nagashima. Für den Schnitt war Hiromi Sasaki verantwortlich.
Der Anime wird seit dem 7. April 2019 von den Sendern Tokyo MX und BS Fuji ausgestrahlt, Netflix zeigt online eine spanische Fassung. Im Oktober 2019 machte die Plattform eine deutschsprachige Fassung unter dem Titel Ultramarine Magmell verfügbar.

### Synchronisation
Die deutschsprachige Synchronisation der Anime-Fernsehserie entstand bei der SDI Media Germany GmbH in Berlin. Verfasser des Dialogbuchs war Laura Johae. Dialogregie führte Benjamin Teichmann.
| Rolle         | japanischer Sprecher (Seiyū) | deutscher Sprecher |
| ------------- | ---------------------------- | ------------------ |
| You In / Inyō | Kengo Kawanishi              | Vincent Borko      |
| Emilia        | Hibiku Yamamura              | Amelie Plaas-Link  |
| Daysom        | Hiroshi Yanaka               | Rainer Doering     |
| Zero          | Mao Ichimichi                | Clara Drews        |
| Chester       | Satoshi Mikami               | Joachim Kaps       |
| Meister Taden | Shiro Saito                  | Marco Kröger       |
| Shūin         | Toshiyuki Morikawa           | Markus Manig       |
| Owens         | Kōji Yusa                    | Matthias Klages    |
| Burton        | Keiichi Sonobe               | Erich Räuker       |
| Erzähler      | Rintarou Nishi               |                    |

### Musik
Die Musik von Kinofilm und Serie wurde komponiert von Yasuharu Takanashi. Das Vorspannlied ist Dash&Daaash!! von Fūdan-juku und der Abspann wurde unterlegt mit dem Lied The Key von A flood of circle.